# Hjalmar Cornilsen

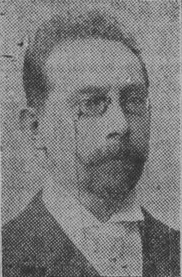
Hjalmar Cornilsen

Hjalmar Algot Cornilsen född 5 april 1857 i Göteborgs Kristine församling, Göteborg, död (som Bergenholtz) 18 januari 1937 i Oscars församling, Stockholm, var en svensk arkitekt.
Cornilsen läste vid Chalmerska slöjdskolan till 1875 och studerade även i Tyskland. Han var anställd hos Adrian C. Peterson i Göteborg 1875–90 och drev egen verksamhet i staden 1890–1928.

## Verk i urval
- Kungsportsavenyen 1, Göteborg, 1882
- Kvarteret Skutan, Linnégatan 3/Tredje Långgatan 5, Göteborg, 1886–88.
- Vasaplatsen 1, Göteborg, 1889 [3]
- Vulcans samtliga hus i Tidaholm, (bland annat bibliotekshus 1897).
- Hörnfastigheten Södra Vägen 20/Berzeliigatan, Göteborg, 1897
- Hörnfastigheten Södra Vägen 22-24/Tegnérgatan, Göteborg, 1898
- "Gamla Tullen" Packhusplatsen 4, Göteborg, 1898
- Storgatan 22, Göteborg, 1898
- Hörnfastigheten Kungsportsavenyen 27/Kristinelundsgatan 9/Teatergatan 28, Göteborg, 1898
- Hörnfastigheten Kristinelundsgatan 3/Chalmersgatan 23, Göteborg, 1900
- Valbo-Ryrs kyrka, 1902–1903.
- Haga Kyrkogata 26, Göteborg, 1903[4]
- Linnégatan 32, Göteborg, 1904[5]
- Gårdshus (utbyggnad av smidesverkstad) vid Tredje Långgatan 26, Göteborg, 1904
- Villa, Storgatan 6, Tidaholm 1905, riven.
- Tredje Långgatan 28, Göteborg, 1911
- Erik Dahlbergsgatan 12, Göteborg, 1912[6]
- Ombyggnad av det så kallade Dähnska huset till Göteborgs folkbank, Västra Hamngatan 19, Göteborg 1914–15.
- Haga Kyrkogata 28, Göteborg
- Bankhus, Lysekil.
- Lyckornas sommarrestaurant, Lysekil.
- Åtskilliga privata byggnader och villor.

## Bilder

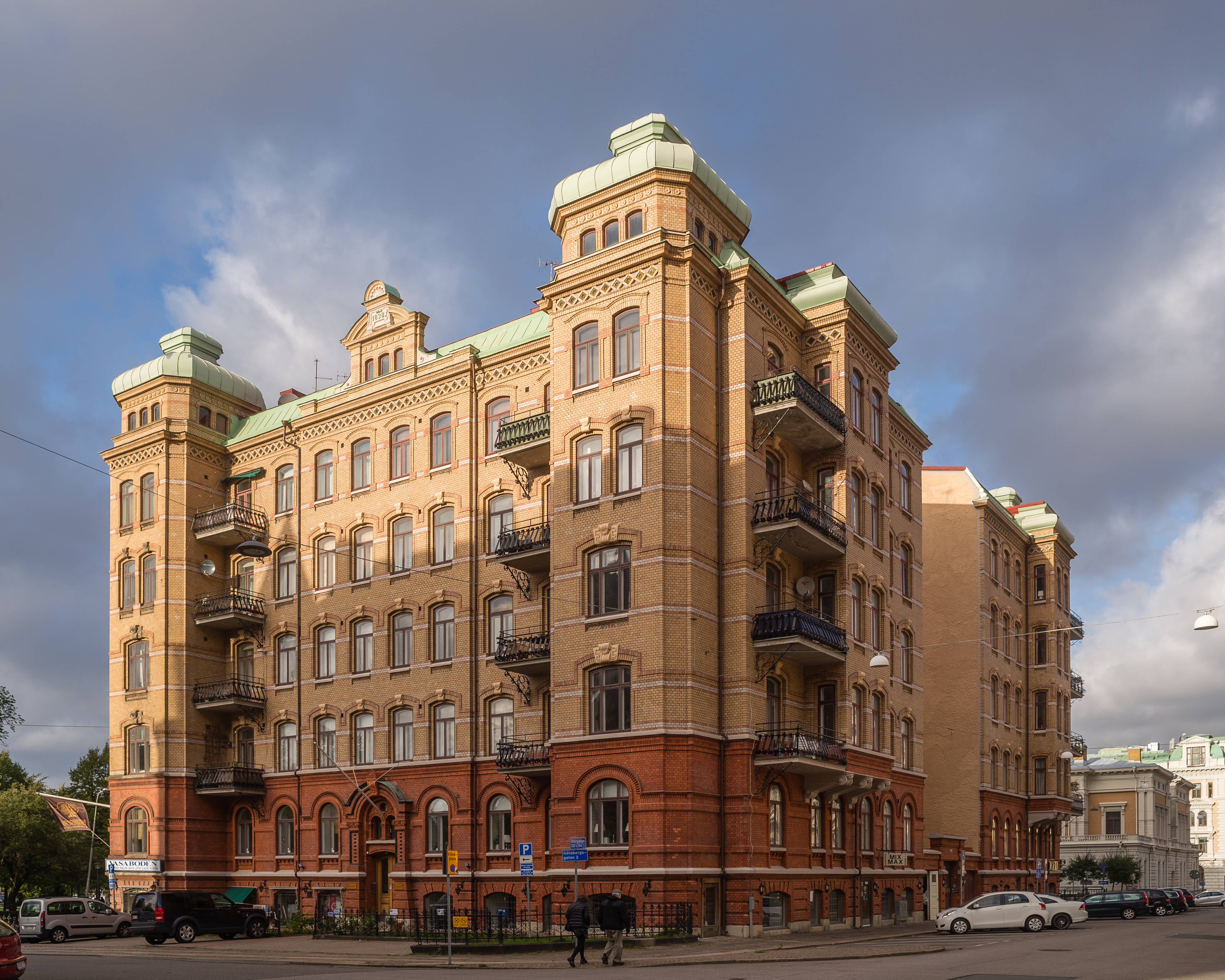
Storgatan 22-24.
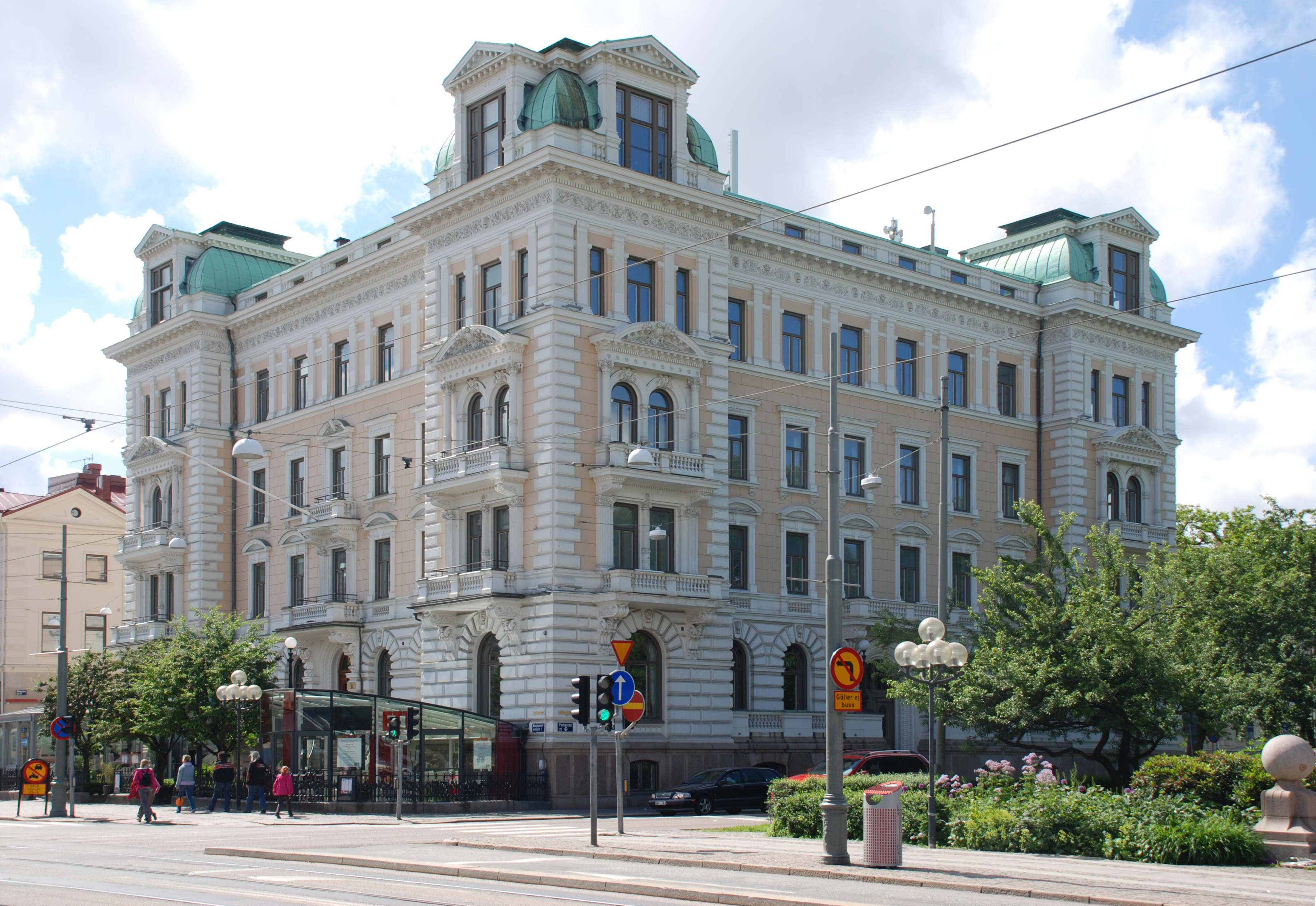
Avenyn 1 i Göteborg
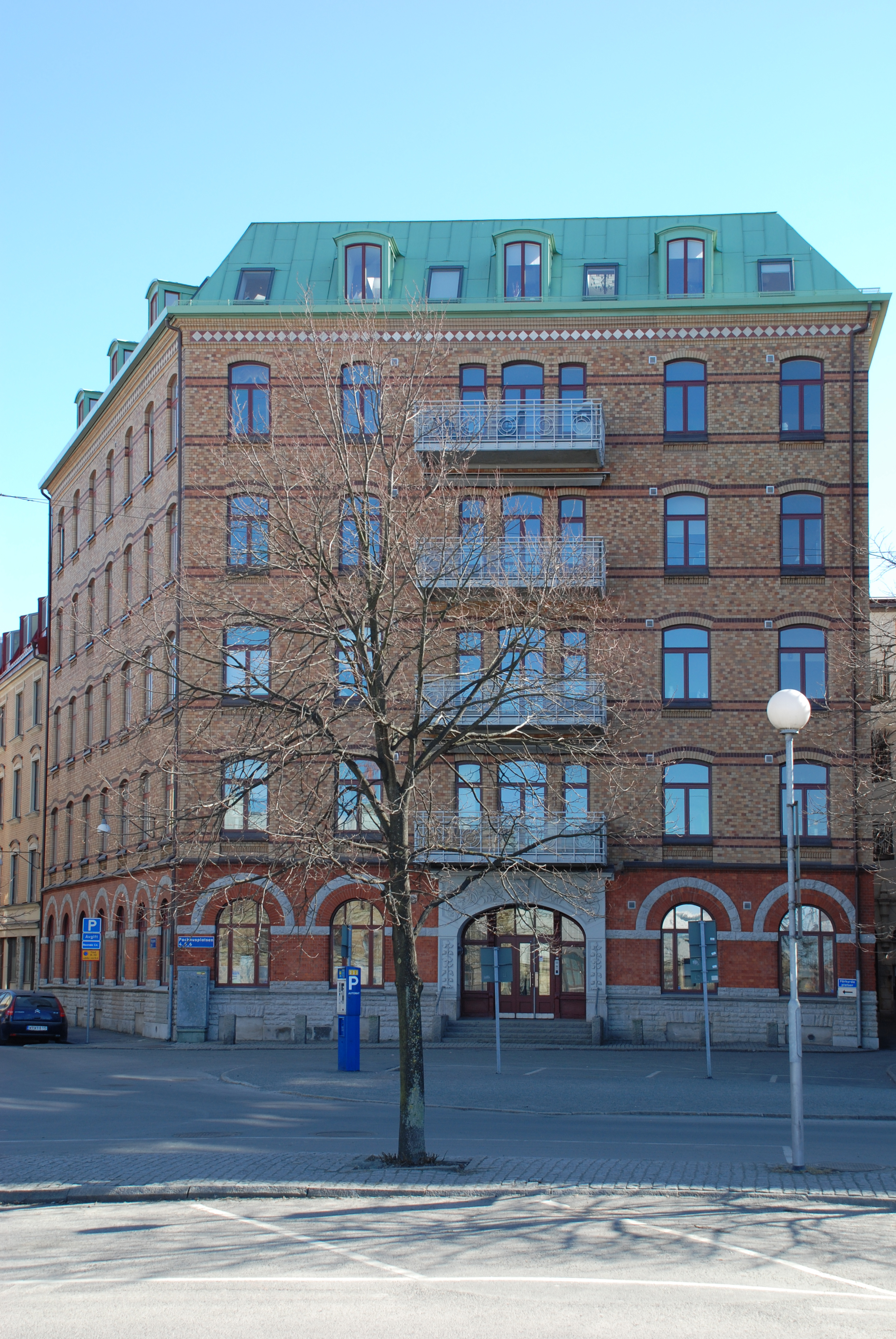
Packhusplatsen 4
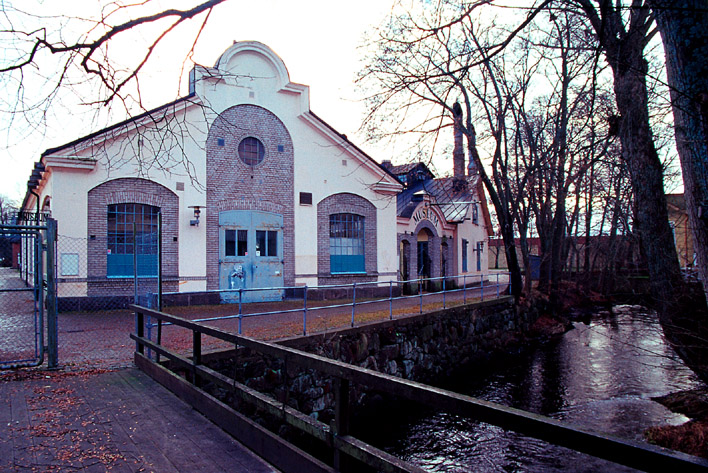
Vulcan, Tidaholm
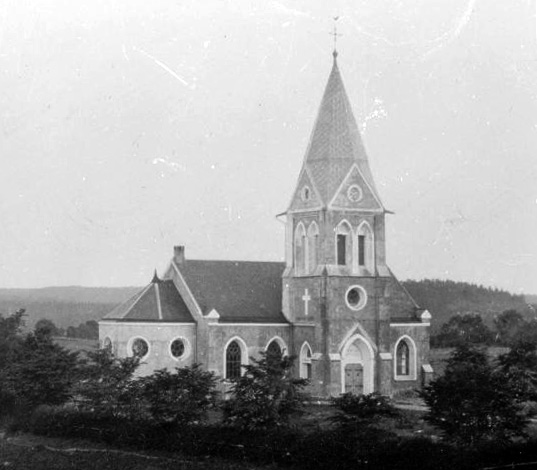
Valbo-Ryrs kyrka